# NGC 7142
NGC 7142 هي مجرة تتبع كوكبة الملتهب. اكتشفها ويليام هيرشل في 18 أكتوبر 1794.

## روابط خارجية
- NGC 7142 على موقع ويكي سكاي: DSS2, SDSS, GALEX, IRAS, Hydrogen α, X-Ray, Astrophoto, Sky Map, Articles and images